# Софія Ягеллонка (1522–1575)
Софія Ягеллонка (пол. Zofia Jagiellonka, лит. Sofija Jogailaitė), також Софія Польська; 13 липня 1522 — 28 травня 1575) — польська королівна та литовська княжна з династії Ягеллонів, донька короля Польщі Сигізмунда I та міланської принцеси Бони Сфорца, дружина герцога Брауншвейг-Люнебургу Генріха II.

## Біографія

### Молоді роки
Софія народилась 13 липня 1522 року у Кракові. Вона була четвертою дитиною та другою донькою в родині короля Польщі та великого князя Литви Сигізмунда I та його другої дружини Бони Сфорца. Дівчинка мала старшого брата Сигізмунда Августа та сестру Ізабеллу. Ще один брат Альбрехт помер до її народження. Згодом в сім'ї з'явились молодші доньки Анна та Катерина. Від першого шлюбу батька у Софії була також єдинокровна сестра Ядвіґа.
Королівна зростала у Вавелі разом з молодшими сестрами. Батька не стало у 1548 році. Матір, яка була сильною та енергійною жінкою, в останні роки його правління фактично керувала державою. Вона намагалася зберегти свій вплив і при володарюванні сина, однак Сигізмунд Август не підтримав її амбіцій. Через конфлікт із ним Бона Сфорца із доньками від'їхали до Мазовії, де жили у замку Уяздов.
Софія з трьох молодших сестер вважалася найрозумнішою. Першим претендентом на її руку став герцог Пруссії Альбрехт, який нещодавно овдовів. Але Сигізмунд Август побоювався зростання його впливу в Польщі. Також король відмовив італійським шляхтянам, які прагнули здобути руку Софії. У 1555 році прийшла пропозиція від підстаркуватого герцога Брауншвейг-Люнебургу.

### Шлюбне життя

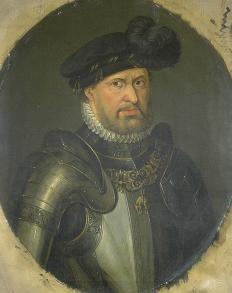
Генріх II

У 1556 році 33-річна Софія взяла шлюб із 66-річним герцогом Брауншвейг-Люнебургу Генріхом II. Союз був політично спланованим. Ймовірно, католицька церква хотіла таким чином закріпити свої позиції в німецькому герцогстві, де ширилися ідеї реформаторства та посилити вплив герцога-католика, чиї володіння оточували землі лютеранських володарів. Шлюб за довіреністю було укладено в Варшаві. Шлюбний контракт було підписано 30 листопада 1555 року. Він передбачав за Софією посаг у 32,000 гульденів та «ранковий подарунок» у 10,000 гульденів.
До Вольфенбюттеля її супроводжував єпископ Іван Дрогойовський. Карети везли велику кількість коштовностей. Молоду дружину герцога та супроводжуючих шляхтичів зустрічали з великою помпою. Вінчання відбулося між 22 та 25 лютого. Для нареченого це був другий шлюб, від першого він мав чотирьох дорослих дітей.
За кілька років перед весіллям Генріх провів реконструкцію Вольфенбюттельського замку та збудував новий житловий палац. Спільних дітей у пари не народилося. Бона Сфорца виїхала з Польщі до батьківщини у тому ж році, коли Софія вийшла заміж.
Герцогиню описували як розумну, добре освічену жінку з різнобічними інтересами. Вона знала польську, італійську та латинські мови. Згодом навчилася німецької. Це стало відомо, в основному, через її листування. Софія намагалася підтримувати добрі стосунки з сім'єю чоловіка та згладити його суперечки із сином Юліусом — палким прихильником лютеранства. Сприяла розвитку культурного життя в країні. Для Юліуса купувала у Польщі книжки та витвори мистецтва.

### Вдівство
11 червня 1568 року Генріха II не стало. Софія після цього переїхала в свій маєток у Шенінгені та почала підтримувати зв'язки із протестантськими богословами. Навесні 1570 року герцогиня перейшла в лютеранство, ставши єдиним членом родини Ягеллонів не-католиком.
Згодом у неї виникла суперечка із пасинком Юліусом щодо управління Шенінгеном. Конфлікт було вичерпано 17 січня 1572 підписаною угодою. Тим не менш, Юлій не виконував умов договору, і Софії довелося звернутися для захисту своїх прав до
імператора Священної Римської імперії Максиміліана II. В своїх листах герцогиня називала себе «покинутою, бідною удовицею серед незнаного народу цього краю».
Її брат Сигізмунд II Август помер у липні 1572 року. Софія була дуже розчарована тим, що польська шляхта офіційно не повідомила їй. Вона після цього вважала себе головою династії Ягеллонів, турбувалася про влаштування шлюбу своєї сестри Анни, наказала встановити у Краківському соборі мармурові плити з епітафіями Ягеллонам та плиту з їхньою генеалогією у тамтешній каплиці Святого Хреста. Також обіцяла імператору Максиміліану підтримати у виборі короля на польський трон ерцгерцога Ернста. Останній вірив у великий авторитет Софії у Польщі. Однак, Габсбурги переоцінили можливості її впливу. Посланці герцогині на зборах узгоджували переважно особисті питання.

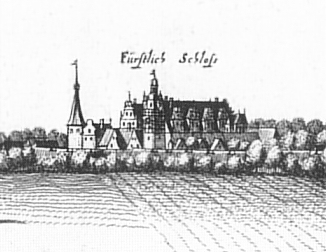
Замок Шенінген, гравюра Маттеуса Меріана-старшого

До кінця життя Софія залишалася енергійною та активною людиною. Вона чудово господарювала у своїй новій власності, яку перетворила з провінційного містечка в сільській місцевості на центр культурного життя. Реконструювала палац у ренесансному стилі, заклала навколо сад. Вела жваве листування із Польщею та великою кількістю княжих будинків у Німеччині, духовенством, і навіть професорами. Її кореспондентами були більш ніж 184 особи. Фінансові справи герцогині також процвітали, про що свідчать її позики містам Лейпцигу та Магдебургу, а також багатьом приватним особам, в тому числі німецьким князям. Її двір при цьому становив всього 90 осіб.
Померла Софія у віці 52 років 28 травня 1575-го у Шенінгені. Похована у крипті церкви Святої Діви Марії у Вольфенбюттелі. Всупереч звичаю, похоронна проповідь, яку прочитав Лазарус Арнольді, не була надрукована.
У своєму заповіті вона відписала 6000 талерів для відкриття університету в Гельмштадті, 6000 талерів для лікарні у Шенінгені та 2000 талерів для костьолу та школи у Шенінгені. Після її смерті Юлій перевіз її колекції гобеленів, картин, коштовностей та старовинних книг до себе у Вольфенбюттель. Конфлікти щодо її спадку тривали більш ніж сотню років.